# Göllsdorf
Göllsdorf ist ein Ortsteil von Rottweil, zwischen Schwarzwald und Schwäbischer Alb gelegen und hat rund 1857 Einwohner. Das Dorf liegt zwischen Primtal und Jungbrunnental und wird vom Dissenhorn und dem Falkenberg überragt. Zu Göllsdorf gehört auch das Gehöft Hasler Hof.
Der amtierende Ortsvorsteher ist Wolfgang Dreher.

## Geschichte
Göllsdorf wurde im Jahre 1099 als "Geroldistorf" zum ersten Mal schriftlich erwähnt.
1185 wurde das Dorf dann an das Frauenkloster Berau verschenkt, das dem Kloster St. Blasien unterstand. Nach jahrelang anhaltenden Auseinandersetzungen mit der Reichsstadt Rottweil verkaufte das Kloster das Dorf dann im Jahre 1466 an die Reichsstadt, in deren Besitz es fast 350 Jahre verblieb. Als Rottweil 1802 württembergisch wurde, erlangte Göllsdorf Selbstständigkeit.
Seit der Eingemeindung am 1. Oktober 1972 ist Göllsdorf Teilort der Großen Kreisstadt Rottweil.

## Verkehr
Göllsdorf liegt zwischen der Bundesstraße 14 im Süden und der Bundesstraße 27 im Norden, zu der eine Straße über den Falkenberg führt.
Von der Rottweiler Kernstadt ist Göllsdorf durch die Bahnstrecke Plochingen–Immendingen räumlich getrennt. Im Rahmen des Schienenverkehrssystems Ringzug entstand im Jahre 2004 eine Bahn-Haltestelle an dem Gleis zwischen Rottweil und Tuttlingen. Der Ringzug verkehrt hierbei alle zwei Stunden.
Durch das Nahverkehrskonzept, welches im Jahre 2000 eingeführt wurde, fährt werktags im Halbstundentakt ein Bus nach Rottweil, ergänzt von dem stündlich verkehrenden Busverkehr nach Neukirch, der neben Feckenhausen und Zepfenhan auch durch Göllsdorf führt.

## Soziale Einrichtungen und Organisationen
Die Grundschule Göllsdorf wird von den Schülern der Klassen 1 bis 4 aus den Stadtteilen Göllsdorf und Feckenhausen besucht. Früher war die Schule zusätzlich eine Hauptschule.

### Vereine
- Brauchtumsgemeinschaft Göllsdorf „Dissahoarn 08“[5]
- Bürgervereinigung Göllsdorf
- Fußballclub Göllsdorf
- Harmonikaclub "Hohnerklänge" Göllsdorf
- Jugendkantorei Göllsdorf
- Musikverein Göllsdorf
- Turn- und Sportverein Göllsdorf
- Wanderverein Göllsdorf

## Sonstiges
Der Dichter und Schriftsteller Egon Rieble stammte aus Göllsdorf. Der Politiker, MdL und Bürgermeister von Aistaig Richard Mayer stammte aus Göllsdorf.